# Автоматизація важкосередовищної сепарації

Структура чинників процесу важкосередовищної сепарації

Автоматизація проце́су важкосередо́вищного збага́чення в сепараторах або в гідроциклонах не має принципової відмінності. 
Вхідними і керуючими чинниками тут є навантаження по вихідному (Q), витрата води і магнетиту (Qв, Qм) і частка (пайова частина) робочої суспензії, що направляється на регенерацію (αс).
Збурюючими впливами, як при автоматизації відсадки машини, є характеристики початкового матеріалу — зольність, ситовий і фракційний склад сировини (Aвх, С і Ф).
Проміжні вихідні параметри, що визначають вихідні показники — зольність продуктів збагачення (Аi) і їх вихід (γi), — це густина (ρс) і в’язкість (µс) робочої суспензії.

## Схема автоматизації процесу важкосередовищної сепарації
На рис. 2 наведено варіант схеми автоматизації процесу важкосередовищної сепарації на колісному сепараторі типу СКВП. На схемі не показано відмивання магнетиту від породного продукту.
При розробці схеми враховано, що основні параметри процесу, які визначають якісні показники, і, отже, вимагають стабілізації:
- густина робочої суспензії (система 3)
- в'язкість робочої суспензії (система 4).

Існує декілька каналів управління густиною суспензії.
На схемі показано канал управління шляхом розведення суспензії водою до потрібного значення. Реалізація даного методу можлива, оскільки в бак кондиційної суспензії (БКС) по мірі необхідності подається свіжа порція суспензії з явно підвищеною густиною, приготована у спеціальному баку (БС). 
В'язкість суспензії регулюється шляхом подачі частини робочої суспензії за допомогою дільника і виконавчого механізму (поз. 4-6) на регенерацію. 
Склад і робота розглянутих локальних систем авторегулювання легко читається за допомогою буквених позначень. 
Додатково схема містить систему (система 1) контролю з сигналізацією верхнього і нижнього рівнів у баку суспензії (БС).
На щиті встановлена схема управління (2-1) засувкою на трубопроводі свіжої суспензії (2-2). Контролюються з сигналізацією і рівні в баках кондиційної (БКС) і некондиційної суспензії (БНС, системи 5 і 6).
Для автоматизації будь-яких важкосередовищних установок розроблено універсальний комплекс апаратури РУТА, який може реалізувати автоматизацію наступних варіантів технологічних схем:
- збагачення за одну стадію в колісних або важко-середовищних гідроциклонах з розділенням на два продукти;
- двостадіальне збагачення в колісних сепараторах з виділенням трьох продуктів;
- збагачення у дво- і трипродуктових гідроциклонах з роздільною регенерацією суспензії.